# Esnunna uralkodóinak listája
Esnunna az ókori Mezopotámia egyik városállama volt az i. e. 2. évezredben. Fennmaradtak törvényei, amelyek két generációval korábbiak, mint Hammurapi törvényei
| Uralkodó           | Rövid kronológia | Középső kronológia | Hosszú kronológia | Megjegyzés                                                                                              |
| ------------------ | ---------------- | ------------------ | ----------------- | --- |
|                    |                  |                    |                   | |
| Itúrija            |                  | i. e. 2000 körül   |                   | |
| Su-ilija           |                  |                    |                   | Itúrija fia, Ibbí-Szín írnoka                                                                           |
| Núr-ahum           |                  |                    |                   | |
| Kirkiri            |                  |                    |                   | |
| Bilalama           |                  |                    |                   | |
| Azuzum             |                  |                    |                   | |
| Isarramassu        |                  |                    |                   | |
| I. Ipík-Adad       |                  | i. e. 1900 körül   |                   | |
| Urninmar           |                  |                    |                   | |
| Urningis-zida      |                  |                    |                   | |
| Siklánum (Sarria?) |                  | i. e. 1900 után    |                   | |
| Abdi-Erah          |                  |                    |                   | |
| Bélákum            |                  |                    |                   | |
| Varassza           |                  |                    |                   | |
| I. Ibál-pí-El      |                  |                    |                   | |
| Narám-Szín         |                  |                    |                   | |
| II. Ipík-Adad      |                  | i. e. 1878–1829    |                   | uralkodási ideje az asszír limmu-listák és az i. e. 1833-as napfogyatkozás alapján abszolút dátum lehet |
| Dadusa             |                  |                    |                   | törvénykönyvet alkotott                                                                                 |
| II. Ibál-pí-El     |                  | ? - i. e. 1762     |                   | |